# Гулливер
Ле́мюэл Гулливе́р (англ. Lemuel Gulliver) — главный герой романа Джонатана Свифта «Путешествия Гулливера», от лица которого ведётся повествование.

## Описание

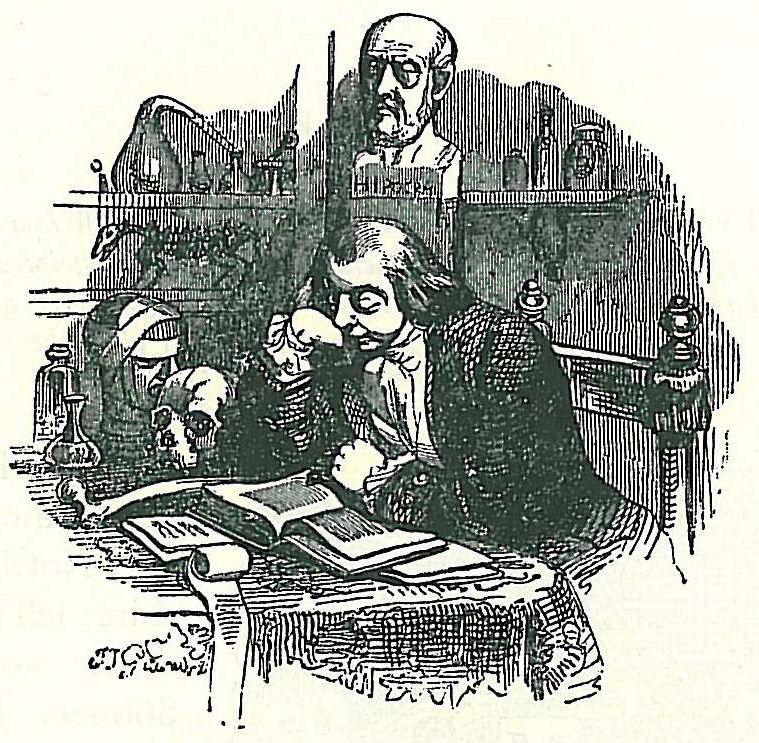
Гулливер рядом с бюстом Свифта пишет о своих путешествиях. Гравюра Гранвиля

Его имя — имя библейского царя («Книга Притчей Соломоновых», 31:1). Оно намекает на его пуританское происхождение, так как они давали детям библейские имена. Также упоминается, что Гулливер учился в колледже Эммануила Кембриджского университета, известном пуританской ориентацией, а город Банбери, где на кладбище покоятся его предки, был одним из центров пуританства.
В произведении Джонатана Свифта Гулливер — англичанин, сын мелкого помещика из Ноттингемшира, третий из пяти сыновей. Три года он учился в Кембридже, и ещё четыре — у хирурга. Гулливер избрал стезю моряка: сначала судового врача, а затем и капитана.
После трёх с половиной лет службы на море он «бросил якорь» и женился на некой Мери Бертон (по совету друзей), но потом, когда финансовое положение его ухудшалось, несколько раз снова выходил в море.
Лемюэл имеет замечательные способности к языкам. Особой приверженности к врачебному делу он не проявляет, больше его, судя по описаниям, занимает морское дело. Человек он обстоятельный, даже чрезмерно честный, не стесняющийся представать перед читателям в непривлекательном или смешном свете. Никаким порокам не подвержен чрезмерно, очень щепетилен в вопросах чести, патриот. Склонен к дружеской привязанности, но в любовных вопросах скорее холоден.
При этом его не назовёшь мыслителем, он не блещет остротой ума, достаточно ограничен в суждениях и склонен к восторженности. Он совершенно всерьёз говорит те вещи, которые автор его устами высмеивает.
Гулливер при любом удобном случае подчёркивает свою правдивость, о которой, по словам «Р. Симпсона», «среди его соседей <…> сложилась даже поговорка», но подпись под его портретом гласила «splendide mendax» — «великолепный лжец».
Нередко фамилию «Гулливер» используют в переносном смысле, подразумевая великана. Однако Гулливер был человеком обычного роста и гигантом был только с точки зрения лилипутов, а в стране великанов сам оказался в положении лилипута.

## Киновоплощения
- Жорж Мельес — Путешествие Гулливера (Франция, 1902)
- Владимир Константинов — Новый Гулливер (СССР, 1935)
- Кервин Мэтьюз  — Три мира Гулливера (Англия-США, 1960)
- Бернард Хорсфолл[англ.] — Доктор Кто (эпизод «Вор разума»; Великобритания, 1969)
- Любомир Костелка[чеш.] — Дело для начинающего палача / Prípad pro zacínajícího kata (Чехословакия, 1970)
- Ласло Шинко[венг.] — Гулливер в стране лилипутов / Gulliver a törpék országában (Венгрия, 1974)
- Ричард Харрис — Путешествия Гулливера / Gulliver’s Travels (Англия, 1977)
- Андраш Козак — Гулливер в стране великанов / Gulliver az óriások országában (Венгрия, 1980)
- Эндрю Бёрт[англ.] — Гулливер в Лилипутии (Англия, 1982)
- «Дом, который построил Свифт» — советский художественный телефильм 1982 года режиссёра Марка Захарова по одноимённой пьесе Григория Горина. Фильм основан на реальных фактах из жизни Джонатана Свифта, хотя далёк от биографической точности. Поэтому пьеса Горина, по которой снят фильм, имеет подзаголовок «Театральная фантазия». Олег Янковский-Джонатан Свифт/Гулливер
- Тед Денсон — Путешествия Гулливера / Gulliver’s Travels (Англия-США, 1996)
- Адам Вайли[англ.] — Приключения Крайолы Кида: Рассказы о путешествиях Гулливера / Crayola Kids Adventures: Tales of Gulliver's Travels (Канада, 1997)
- Джек Блэк — Путешествия Гулливера (США, 2010)